# Hồ Xương Thăng
Hồ Xương Thăng (tiếng Trung giản thể: 胡昌升, bính âm Hán ngữ: Hú Chāng Shēng, sinh tháng 12 năm 1963, người Hán) là chính trị gia nước Cộng hòa Nhân dân Trung Hoa. Ông là Ủy viên Ủy ban Trung ương Đảng Cộng sản Trung Quốc khóa XX, Ủy viên dự khuyết khóa XIX, hiện là Bí thư Tỉnh ủy Cam Túc, Chủ nhiệm Ủy ban Thường vụ Nhân đại tỉnh. Ông từng là Phó Bí thư Tỉnh ủy, Tỉnh trưởng Hắc Long Giang; Phó Bí thư Tỉnh ủy Phúc Kiến, Bí thư Thành ủy Hạ Môn; và từng là Thường vụ Tỉnh ủy, Bộ trưởng Bộ Tổ chức Tỉnh ủy của 2 tỉnh Phúc Kiến và Thanh Hải.
Hồ Xương Thăng là Đảng viên Đảng Cộng sản Trung Quốc, học hàm Phó Giáo sư, học vị Thạc sĩ Kinh tế chính trị học, Tiến sĩ Lịch sử học. Ông có 10 năm giảng dạy đại học trước khi được điều chuyển hoạt động sang tổ chức Đảng và chính quyền địa phương

## Xuất thân và giáo dục
Hồ Xương Thăng sinh tháng 12 năm 1963 tại quận Cao An, địa cấp thị Nghi Xuân, tỉnh Giang Tây, Cộng hòa Nhân dân Trung Hoa. Ông lớn lên và theo học phổ thông tại quê nhà. Tháng 9 năm 1982, Hồ Xương Thăng tới thành phố Thành Đô, theo học Học viện Địa chất Thành Đô (成都地质学院), chuyên ngành Khảo sát Địa chất và Khoáng sản tại Khoa Kinh tế và Tài nguyên. Trong quá trình học, ông được kết nạp Đảng Cộng sản Trung Quốc vào tháng 1 năm 1986, tốt nghiệp Cử nhân Khảo sát tài nguyên vào tháng 7 cùng năm. Từ tháng 9 năm 1995 đến tháng 7 năm 1998, ông là nghiên cứu sinh Kinh tế chính trị học tại Đại học Tổng hợp Tứ Xuyên (四川联合大学), rồi nhận bằng Thạc sĩ Kinh tế chính trị học. Tháng 9 năm 2000, ông theo nghiên cứu Lịch sử Trung Quốc cổ đại tại Đại học Sơn Đông, bảo vệ thành công luận án, trở thành Tiến sĩ Lịch sử học.

## Sự nghiệp

### Tứ Xuyên
Tháng 7 năm 1987, Hồ Xương Thăng tốt nghiệp đại học, được Học viện Địa chất giữ lại trường, bắt đầu sự nghiệp với lĩnh vực giáo dục, trở thành giảng viên tại Khoa Khảo sát tài nguyên khoáng sản, chức vụ Phó Bí thư Liên chi đoàn rồi Bí thư Liên chi đoàn. Tháng 1 năm 1991, ông được bầu làm Bí thư Chi bộ học sinh của Khoa, rồi Phó Bí thư Liên chi Đảng Khảo sát tài nguyên khoáng sản từ năm 1993. Ông nhậm chức Phó Bí thư Liên chi Đảng Khoa Kinh tế và Tài nguyên từ 1994 rồi Bí thư Đảng Khoa từ tháng 2 năm 1997. Ông giảng dạy hơn 10 năm, từ 1987 đến 1998.
Tháng 12 năm 1998, Hồ Xương Thăng được điều chuyển sang tổ chức địa phương, tới tỉnh Tứ Xuyên, nhậm chức Phó Quận trưởng quận Cẩm Giang, thủ phủ Thành Đô. Tháng 11 năm 2002, ông được bổ nhiệm làm Bí thư Huyện ủy huyện Huỳnh Kinh thuộc địa cấp thị Nhã An và kiêm nhiệm Chủ nhiệm Ủy ban thường vụ Nhân Đại huyện. Tháng 2 năm 2004, ông trở thành Thường vụ Địa ủy, Bộ trưởng Bộ Tổ chức Địa ủy địa cấp thị Nhã An, cấp hàm phó địa – phó sảnh, kiêm nhiệm Bí thư Huyện ủy, Chủ nhiệm Nhân Đại huyện Hán Nguyên. Tháng 10 năm 2006, ông được điều động nhậm chức Phó Bí thư Địa ủy, quyền Thị trưởng rồi Thị trưởng Chính phủ Nhân dân địa cấp thị Toại Ninh. Ông công tác ở Toại Ninh một nhiệm kỳ 2006 – 2012 rồi chuyển sang châu tự trị Garzê vào năm 2012, nhậm chức Phó Bí thư chuyên chức rồi Bí thư Châu ủy Garzê vào tháng 4 cùng năm.

### Thanh Hải và Phúc Kiến
Tháng 6 năm 2015, Trung ương quyết định nâng vị trí, điều chuyển Hồ Xương Thăng tới tỉnh Thanh Hải, chỉ định vào Ủy ban Thường vụ, nhậm chức Bộ trưởng Bộ Tổ chức Tỉnh ủy Thanh Hải, cấp hàm phó tỉnh – phó bộ. Ông công tác ở Thanh Hải trong hai năm, phối hợp và hỗ trợ cho Tỉnh ủy Thanh Hải. Tháng 7 năm 2017, Hồ Xương Thăng được điều chuyển tới tỉnh Phúc Kiến, vào Ủy ban Thường vụ, nhậm chức Bộ trưởng Bộ Tổ chức Tỉnh ủy Phúc Kiến. Vào tháng 10 năm này, ông dự Đại hội Đảng Cộng sản Trung Quốc lần thứ XIX, từ đoàn đại biểu Phúc Kiến, được bầu làm Ủy viên dự khuyết Ủy ban Trung ương Đảng Cộng sản Trung Quốc khóa XIX. Sang tháng 2 năm 2019, ông được bổ nhiệm làm Bí thư Thành ủy thành phố Hạ Môn – thành phố cấp phó tỉnh đặc biệt của Trung Quốc. Ông cũng nhận thêm chức vụ Phó Bí thư chuyên chức Tỉnh ủy Phúc Kiến từ tháng 9 năm 2020. Ông công tác ở Phúc Kiến bốn năm, lãnh đạo thành phố Hạ Môn trong hai năm.

### Hắc Long Giang và Cam Túc
Tháng 1 năm 2021, Trung ương quyết định điều chuyển Hồ Xương Thăng tới tỉnh Hắc Long Giang, vào Ủy ban Thường vụ, nhậm chức Phó Bí thư Tỉnh ủy, Bí thư Đảng tổ Chính phủ Nhân dân tỉnh Hắc Long Giang, cấp hàm chính tỉnh – chính bộ. Ngày 2 tháng 2, Ủy ban thường vụ Nhân Đại Hắc Long Giang họp, bầu ông giữ chức Quyền Tỉnh trưởng Chính phủ Nhân dân tỉnh Hắc Long Giang. Cuối năm 2022, ông tham gia Đại hội Đảng Cộng sản Trung Quốc lần thứ XX từ đoàn đại biểu Hắc Long Giang. Trong quá trình bầu cử tại đại hội, ông được bầu là Ủy viên Ủy ban Trung ương Đảng Cộng sản Trung Quốc khóa XX. Ngày 7 tháng 12 năm 2022, ông được điều tới tỉnh Cam Túc, kế nhiệm Doãn Hoằng nhậm chức Bí thư Tỉnh ủy, lãnh đạo toàn diện tỉnh Cam Túc.